# Käthe Schirmacher

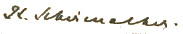
Signature

Käthe Schirmacher (née le 6 août 1865 à Dantzig et morte le 18 novembre 1930 à Mérano) est une militante allemande des droits des femmes. Elle est l'une des premières femmes à obtenir un doctorat en Allemagne.

## Biographie

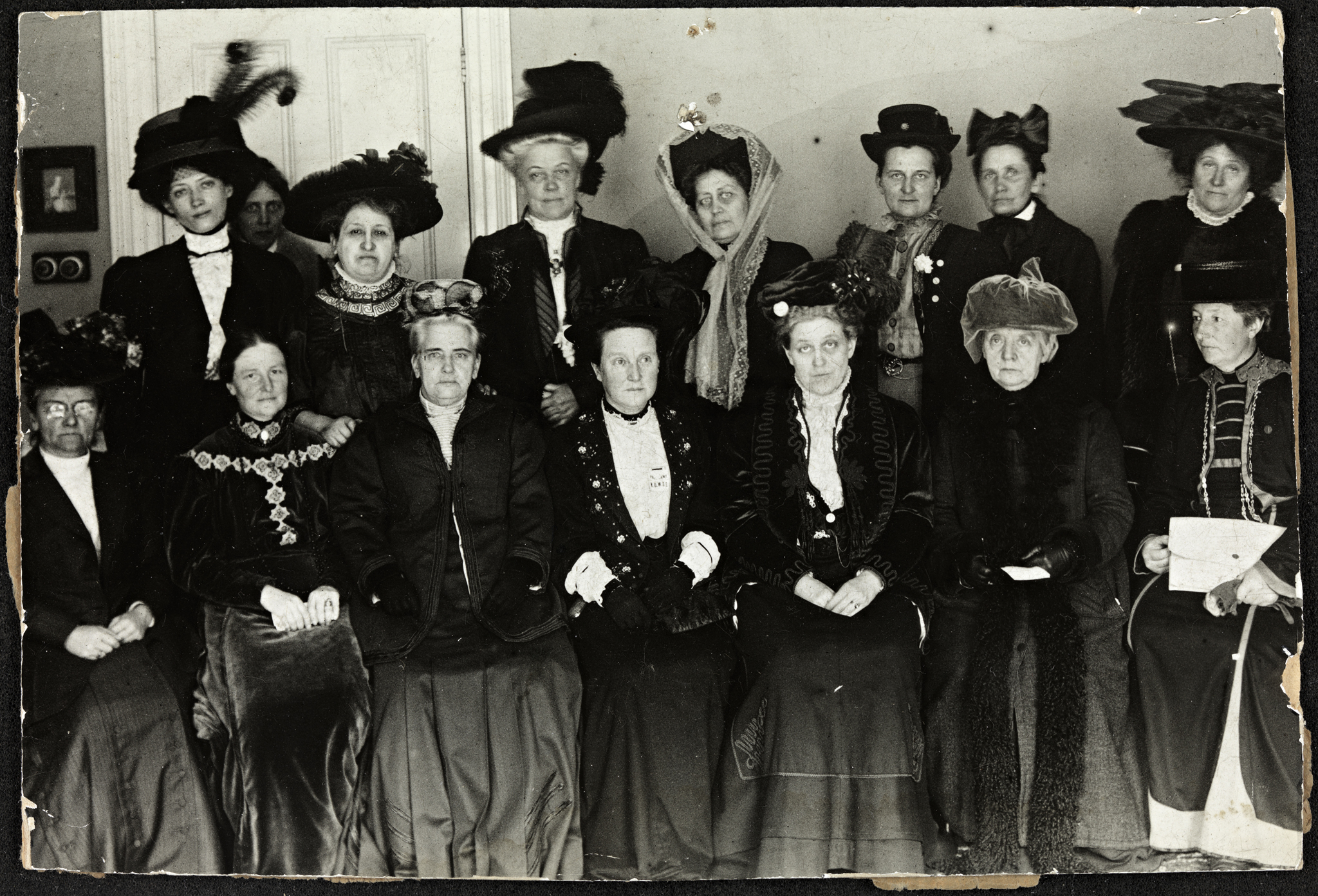
Kathe Schirmacher, dernière rangée, 3e de droite, au congrès de l'Alliance pour le suffrage des femmes de 1909, à Londres.

Käthe Schirmacher est la fille de Richard Schirmacher, un homme d'affaires ruiné en 1870. Après des études supérieures dans des cours réservés aux femmes, elle participe à des séminaires pour enseignants à Dantzig. Elle étudie l'allemand et le français à la Sorbonne à Paris de 1885 à 1887, et obtient un diplôme d'État.  
Käthe Schirmacher travaille ensuite comme enseignante à Liverpool. En 1890, elle retourne à Dantzig, où elle donne des cours aux femmes.  
De l'automne 1893 au printemps 1895, Käthe Schirmacher étudie à Zurich. Elle soutient un doctorat avec Heinrich Morf (de), dans lequel elle se consacre aux études romanes. Elle est l'une des premières femmes à obtenir un doctorat. Pendant ses études à Zurich, elle vit avec Margarethe Böhm.  
Elle déménage à Marlow dans le Mecklembourg en 1910, avec Klara Schleker, première femme à diriger un parlement allemand en 1920. Käthe Schirmacher travaille également comme journaliste et écrivaine. Elle publie le roman Halb en 1893, dans lequel elle traite de la prostitution. Dans Die Libertad  publié en 1891, elle revient sur la période de ses études à Paris. Les protagonistes sont des étudiants et des universitaires.   
Käthe Schirmacher décède à Mérano en 1930. Ses écrits sont conservés dans la bibliothèque de l'Université de Rostock.

## Militantisme
En 1893, Käthe Schirmacher participe au premier congrès des femmes à Chicago lors d'un voyage en Amérique. Elle voyage en Égypte, où elle est correspondante pour les journaux allemands et autrichiens. Des années 1890 à 1900, elle parcourt l'Europe et les États-Unis, pour donner des conférences sur la culture allemande et les questions féministes. Dans ses conférences et ses écrits, elle développe l'idée de  la « femme moderne ».  
Pour la militante, les femmes doivent avoir les mêmes opportunités que les hommes, dans le domaine de l'éducation, de l'instruction ou du travail. Elles doivent avoir la liberté de choisir n'importe quelle profession, et d'être rémunérées de la même manière que n'importe quel homme. Sur le plan juridique, les femmes doivent avoir la pleine capacité civile, et dans le domaine social, le travail des femmes à la maison doit être reconnu. 
En 1899, Käthe Schirmacher est l'une des fondatrices de l'Association des organisations féminines progressistes (de) à Berlin. En 1904, elle devient membre de l'Alliance internationale des femmes, une organisation qui fédère les luttes pour le droit de vote des femmes.

## Politique
À partir de 1904, Käthe Schirmacher se tourne vers les cercles conservateurs et nationalistes. Elle n'est pas réélue au conseil d'administration de l'Alliance internationale des femmes en 1909, d'autant plus qu'elle a refusé de défendre le droit de vote démocratique.  Sa position conduit à une rupture avec le mouvement des femmes en 1913.   
En 1919 et 1920, Käthe Schirmacher siège en tant que membre du Parti populaire national allemand (DNVP) à l'Assemblée nationale de Weimar. Elle appartient à l'aile nationale du parti. Elle tient des propos racistes et antisémites. Ses écrits et ses conférences de cette période témoignent de la difficulté de faire avancer l'égalité des droits des femmes dans un environnement conservateur.  

## Publications
- (de) The Libertad, Zurich, Novella Publishing House Magazine, 1891, 81 p.
- (de) Die Frauenbewegung, The Women's Movement, Their Causes and Means, 1902
- (de) Die moderne Frauenbewegung, The Modern Woman's Rights Movement, 1909
- (de) Die Suffragettes, 1912

## Postérité
Käthe Schirmacher fait partie des femmes citées dans l’œuvre The Dinner Party de Judy Chicago.